# Filocalia (Origene)
La Filocalia di Origene è un'antologia dei testi del teologo e filosofo Origene di Alessandria, probabilmente compilata da Basilio Magno e Gregorio Nazianzeno. L'antologia contiene testi conformi all'ortodossia della fede cristiana. Fu probabilmente raccolta durante il loro ritiro monastico nel Ponto tra la fine del 350 e l'inizio del 360, o in ogni caso all'inizio della loro carriera e prima dei loro scritti teologici. Il testo completo di gran parte del lavoro di Origene è andato perduto e di conseguenza gli estratti dell'antologia sono oggi preziosi. Non deve essere confuso con la Filocalia medievale.
L'opera è divisa in ventisette capitoli, con titoli assegnati dai compilatori. Circa un quinto dell'intera antologia è tratto dal Contra Celsum.
L'opinione su chi abbia compilato la Filocalia non è unanime. Basilio e Gregorio sono indicati come compilatori nel testo greco stesso, e questa notizia è generalmente accettata. Eric Junod, curatore dell'edizione francese dei capitoli 21–27, accetta entrambi come autori. Ma M. Harl, editore dei capitoli 1–20 nella stessa serie, mette in discussione questo dato, come anche altri studiosi. Gregorio Nazianzeno scrisse una lettera a un amico, la quale sostiene l'attribuzione.
Numerosi manoscritti medievali conservano l'opera, tra cui il codice Parisinus Graecus 456.